# Polydore Veirman
Polydore Jules Léon Vermain (Gand, 23 febbraio 1881 – 1951) è stato un canottiere belga.
Ha vinto la medaglia d'argento olimpica nel canottaggio alle Olimpiadi 1908 tenutesi a Londra, nella gara di Otto maschile con Oscar Taelman, Marcel Morimont, Rémy Orban, Georges Mys, François Vergucht, Oscar Dessomville, Rodolphe Poma e Alfred Van Landeghem.
Partecipa anche alle Olimpiadi di Stoccolma 1912, andando a conquistare una medaglia d'argento nel singolo maschile, perdendo in finale contro il britannico Wally Kinnear.